# ʿAbd al-Ḥaqq Amānat Khān

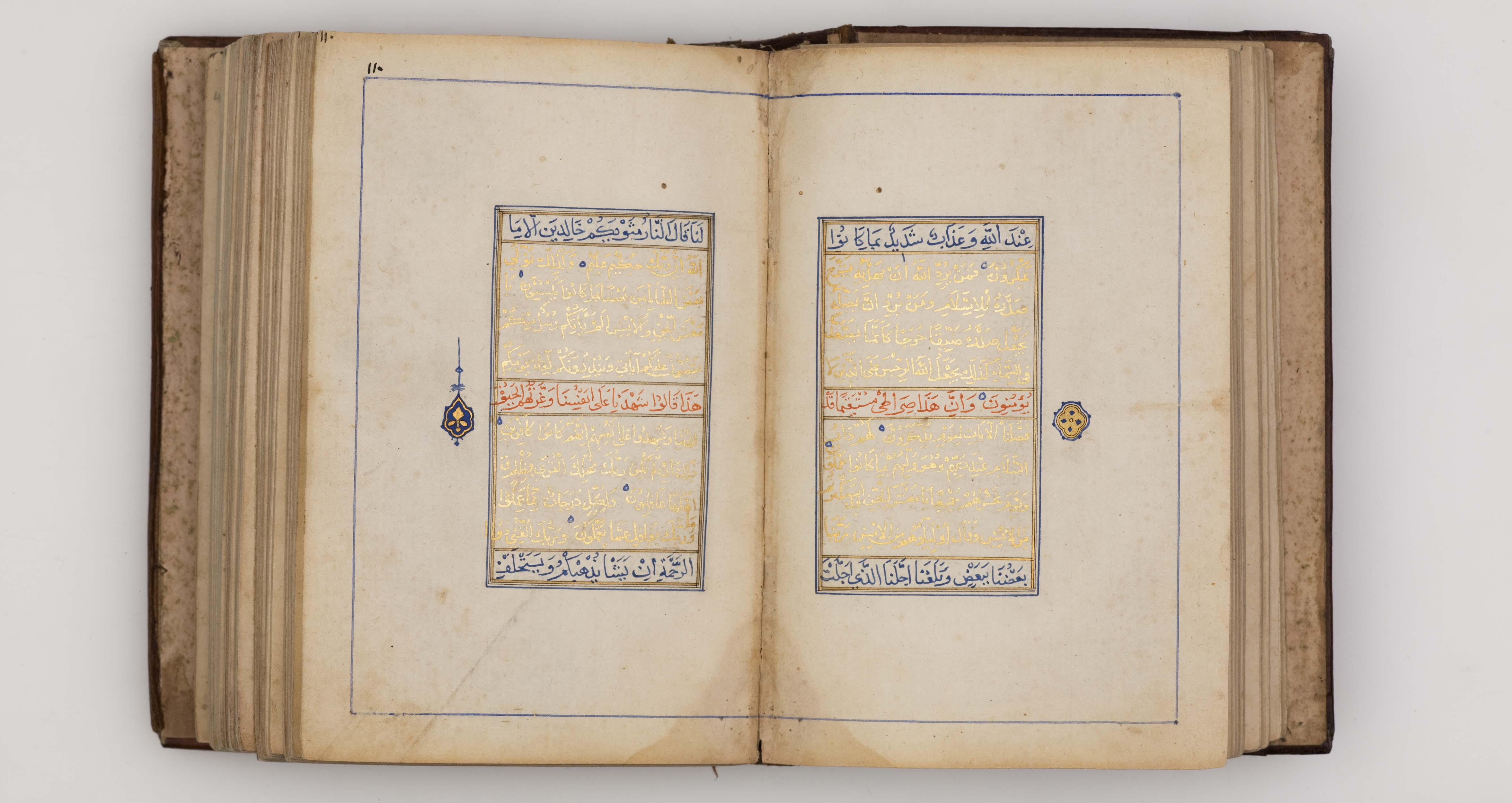
Koran geschrieben von Amanat Khan Shirazi

ʿAbd al-Ḥaqq Amānat Khān, auch bekannt als Amanat Khan Shirazi (* 1570; † 1645) war ein bekannter persischer Kalligraph.

## Leben
Er wurde berühmt durch seine kalligraphische Arbeiten am indischen Tāj Maḥal, wofür ihm vom Schah Jahan der Titel des Amanat Khan ob seiner „blendenden Virtuosität“ verliehen wurde. Als Erinnerung an seine Arbeiten findet sich an der Basis der inneren Kuppel in der Nähe der Koranverse die Inschrift „Geschrieben vom unbedeutenden Wesen Amanat Khan Shirazi“.
Sein Vater Qāsim Shīrāzī und sein Bruder Shukr Allāh waren ebenfalls Kalligraphen.